# Savio (fleuve)
Pour les articles homonymes, voir Savio.
Le Savio est un fleuve italien de la région de la Romagne.

## Le fleuve
Né aux confins de la Toscane, sur les pentes du mont Fumaiolo (1 407 m) avec le nom de Fosso Grosso (gros fossé), son cours est long de 126 km, ce qui en fait le fleuve le plus long de la Romagne. Sous forme de torrent, il traverse rapidement le centre de Bagno di Romagna et de San Pietro in bagno, puis il forme, quelques kilomètres en aval, le bassin artificiel de Quarto, où, sur sa droite, il reçoit le torrent Para. De là, il baigne divers centres dont Sarsina, Mercato Saraceno et Borello (fraction de Césène), de cette dernière localité il reçoit le torrent Borello, son principal affluent, puis entre en plaine rejoignant brièvement la cite de Césène où son cours devient plus lent tout en formant des méandres chargés d’alluvions.
Il entre en province de Ravenne rasant les centres de Castiglione di Cervia et Castiglione di Ravanna. Près de la localité de Savio (frazione de Cervia et de Ravenne), le fleuve commence à ressentir les effets de la mer, créant d’amples méandres, et rejoint la mer Adriatique entre les localités de Lido di Classe et Lido di Savio.

### Régime hydrologique
Le Savio a un régime épisodiquement torrentiel avec des crues tumultueuses en automne qui peut frôler les 1 000 m3/s et un régime presque nul en été. Son débit moyen est modeste (environ 6 m3/s).

## La vallée du Savio
Vallée de la région Émilie-Romagne (Italie), elle s’étend sur plus de 120 km, presque entièrement dans la province de Forlì-Césène, sauf les 16 derniers km qui se trouvent dans la province de Ravenne, dans la partie extrême sud-est du delta du Pô.

## Géographie
En amont la vallée débute  au Mont Fumaiolo (1 407 m) dans les Apennins Toscan-Romagnol, où se trouvent les sources du Savio et du Tibre.  C’est le prolongement de la vallée du Tibre dans la province d'Arezzo en Toscane.

## Géologie
En amont, d’un côté, la chaîne de montagne qui la sépare de la vallée du Marecchia présente le même genre de terrain d’argile écailleuse de couleur gris laiteux, alors que la chaîne qui la sépare de la vallée du Bidente est un terrain marneux de couleur brun clair.

## Principales villes et localités
Verghereto, Bagno di Romagna, San Pietro in Bagno, Sarsina, Mercato Saraceno, Borello, Césène, Castiglione di Cervia et Castiglione di Ravanna, Savio, Lido di Classe et Lido di Savio

## Réseau routier
- La route SS71 qui de Ravenne à Bagno di Romagna qui serpente à flanc de colline le long du fleuve. Puis la S3-bis qui continue en direction de Pérouse (Perugia). Ces deux anciennes routes desservent toutes les localités et hameaux, très sinueuses, ne sont plus fréquentées que par les cyclistes et quelques automobilistes cools.
- La E45 Ravenne-Rome, permet de remonter la vallée beaucoup plus rapidement car beaucoup plus directe grâce à son tracé réalisé au centre de la vallée, pratiquement au-dessus du fleuve. Distance depuis la sortie « Césène-nord » de l’autoroute A14 : Marcato Saraceno (25 km), Sarsina (33 km), Bagno di Romagna (52 km) et Verghereto (60 km ou 82 km par route normale).

### Histoire de laE45

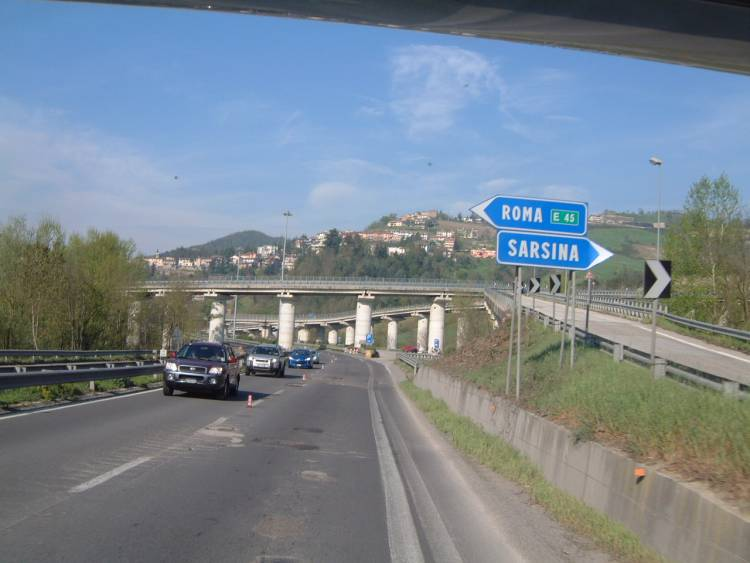
Route européenne E45, échangeur de Sarsina.

Sur un tracé de 272 kilomètres, dont 87 en Émilie-Romagne, elle relie Ravenne à Orte (province de Viterbe). L’histoire de cette super-route part des années 1950 quand à Genève on commence à parler des réseaux européens, et puis depuis 1961, années où l’ANAS (Azienda Nazionale Autonoma delle Strade) approuve le tracé de celle qui était alors appelée E7.
Le but principal de l’E7 était de relier Rome avec Varsovie en traversant l’Autriche et l’ex-Tchécoslovaquie, avec une route rapide et fluide. Ensuite la E7 est confondue avec la E45, et venant faire partie de l’itinéraire international qui de Vollan en Norvège arrive en Sicile.
La première tranche construite en Romagne, inaugurée en 1963, ne concernait que le tracé Césène-Borello soit environ 11 km. Depuis, la super-route, malgré les polémiques et les retards, relie Césène à Rome, elle traverse la Romagne, l'Ombrie et le Latium. Déjà techniquement dépassée et très mal entretenue, elle est surtout célèbre pour sa dangerosité.

## Sites touristiques

### La nature
- Mont Fumaiolo, et la source du Tibre (Tevere en italien) qui débute sous la forme d’une fontaine en pleine nature, accessible depuis le village des Balze (le plus élevé des villages de la Romagne, à 1 091 mètres) puis par un sentier balisé. C’est un des lieux du traditionnel pique-nique du 15 août.
- Alfero, (670 m) à 18 km de Bagno du Romagna, centre touristique de montagne, lieu de repos au milieu des forêts de châtaigniers, source et cascade. Nombreuses fêtes ; en août avec le « Palio des ânes » et en octobre avec la fête des châtaignes.
- Les parcs nationaux.

### Les villes
- Verghereto, (812 m), village médiéval, riche d’histoire et de monuments. Importantes fêtes au mois d’août.
- Bagno di Romagna, (491 m), ville de repos et de cures thermales.
- San Piero in Bagno, à 3 km de Bagno di Romagna, cité climatique au milieu d’une nature verdoyante.
- Sarsina, à 22 km de Bagno du Romagna, C’est une des cités les plus riches d’histoire de la Romagne. Nombreux musées.
- Mercato Saraceno, centre historique (Forum Saraceni)
- Césène, la Rocca, la vieille ville, la bibliothèque Malatestiana, etc
- Les salines de Cervia
- Les stations balnéaires de la commune de Cervia.

### Les lacs

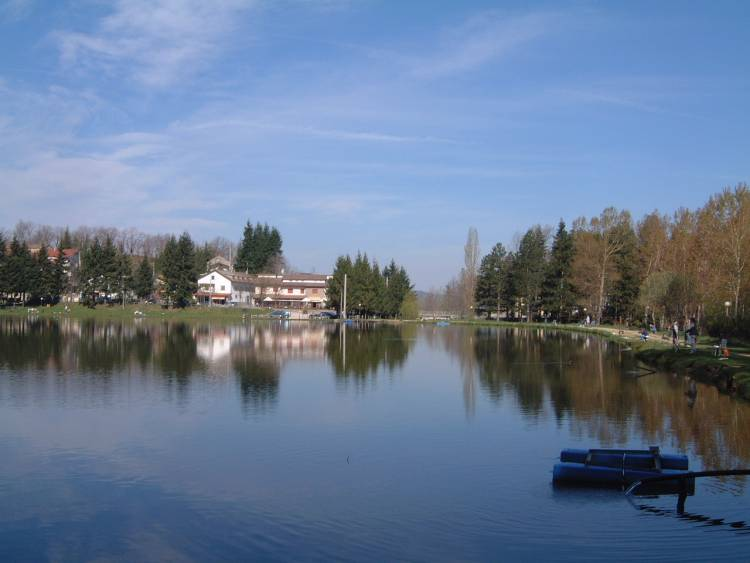
Lac d’acquapartita

- Lac de Quarto (315 m), formé sur le cours du Savio à 5 km de Sarsina, le lac se divise en trois branches, alimentées par divers petits torrents dont la Para.
- Lac d’Acquapartita, (760 m), à 8 km de Bagno di Romagna, lieu de repos et de pêche sportive. Hôtels et auberges avec spécialités à base de produits locaux.

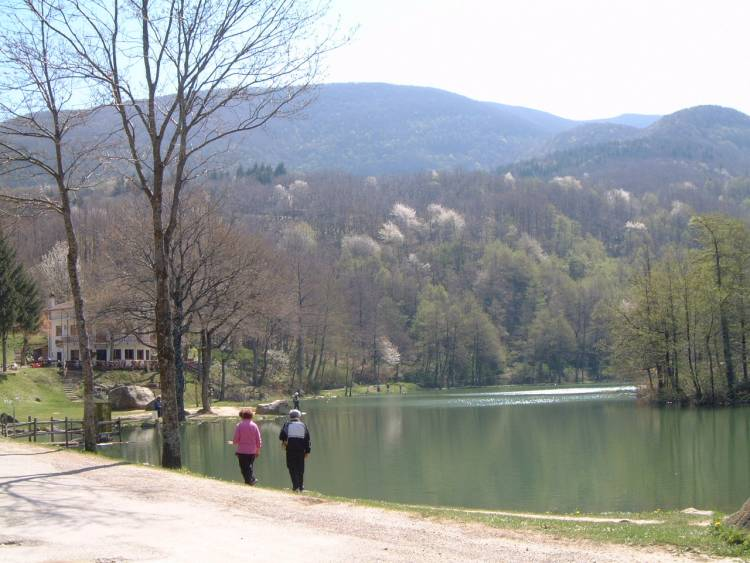
Lac Pontini

- Lac Lungo et lac Pontini, Le 15 février 1855 de San Cataldo, sur le versant nord-ouest du mont Comero, une énorme masse rocheuse se détacha qui, dans sa lente descente, détruisit une cinquantaine d’habitations pour rejoindre le Savio, barrant provisoirement son cours. Le glissement de terrain en bloquant certains ruisseaux créa les lacs Lungo et Pontini, qui sont aujourd’hui de magnifiques plans d’eau entourés d’une végétation luxuriante. Outre la pêche sportive, les sites offrent des points de restauration, pique-nique, aire pour camping-car et des sentiers de promenade entre les châtaigniers.

## Industries
- Tourisme sur toute la vallée, depuis le tourisme de montagne au tourisme balnéaire.
- Élevages de volaille et porcin dans la haute vallée.
- Cultures fruitières dans la basse vallée (à partir de Borello).
- Artisanat et centres commerciaux autour de Césène, et entre la via Emilia, la E45 et l’autoroute A14.